# Пірофосфатна кислота
Пі́рофосфа́тна кислота́, дифосфа́тна кислота́ — неорганічна сполука, чотириосновна кислота складу H4P2O7. За звичайних умов є білою кристалічною речовиною у двох формах: стійкій з температурою плавлення 71,5 °C та нестійкій із 54,3 °C. Дуже добре розчиняється у воді.
При взаємодії з основами утворює ряд солей пірофосфатів.

## Отримання
Пірофосфатна кислота утворюється при нагріванні ортофосфатної кислоти, внаслідок міжмолекулярної дегідратації:
{\displaystyle \mathrm {2H_{3}PO_{4}{\xrightarrow {150^{o}C}}\ H_{4}P_{2}O_{7}+H_{2}O} }
Іншим способом є насичення ортофосфатної кислоти оксидом фосфору(V). Дана реакція застосовується у виробництві H3PO4 для її концентрування:
{\displaystyle \mathrm {8H_{3}PO_{4}+P_{4}O_{10}{\xrightarrow {80-100^{o}C}}\ 6H_{4}P_{2}O_{7}} }

## Хімічні властивості
Пірофосфатна кислота є чотириосновною кислотою. При дисоціації за першим ступенем, вона навіть є сильнішою за ортофосфатну кислоту:
{\displaystyle \mathrm {H_{4}P_{2}O_{7}\rightleftarrows H_{3}P_{2}O_{7}^{-}+H^{+}} } (pK1 = 0,91)
{\displaystyle \mathrm {H_{3}P_{2}O_{7}^{-}\rightleftarrows H_{2}P_{2}O_{7}^{2-}+H^{+}} } (pK2 = 2,10)
{\displaystyle \mathrm {H_{2}P_{2}O_{7}^{2-}\rightleftarrows HP_{2}O_{7}^{3-}+H^{+}} } (pK3 = 6,70)
{\displaystyle \mathrm {HP_{2}O_{7}^{3-}\rightleftarrows P_{2}O_{7}^{4-}+H^{+}} } (pK3 = 9,32)
При взаємодії з насиченими розчинами лугів реакція нейтралізації проходить повністю, а з розведеними — переважно за двома ступенями:
{\displaystyle \mathrm {H_{4}P_{2}O_{7}+4NaOH_{(conc.)}\rightarrow Na_{4}P_{2}O_{7}+4H_{2}O} }
{\displaystyle \mathrm {H_{4}P_{2}O_{7}+2NaOH\rightarrow Na_{2}H_{2}P_{2}O_{7}+2H_{2}O} }
При кип'ятінні у розведених розчинах відбувається зворотнє концентрування — пірофосфатна кислота розкладається з утворенням ортофосфатної:
{\displaystyle \mathrm {H_{4}P_{2}O_{7}+H_{2}O{\xrightarrow {t}}\ 2H_{3}PO_{4}} }
Взаємодіє із деякими солями, якщо реакція веде до утворення малорозчинних пірофосфатів:
{\displaystyle \mathrm {H_{4}P_{2}O_{7}+4AgNO_{3}\rightarrow Ag_{4}P_{2}O_{7}\downarrow \ +4HNO_{3}} }

Пероксодифосфатна кислота

Із концентрованим розчину пероксидом водню H4P2O7 окиснюється до пероксодифосфатної кислоти H4P2O8, яка є нестійкою сполукою і при розведенні зворотньо розкладається на фосфатну та пероксофосфатну кислоти:
{\displaystyle \mathrm {H_{4}P_{2}O_{7}+H_{2}O_{2}\rightarrow H_{4}P_{2}O_{8}+H_{2}O} }
{\displaystyle \mathrm {H_{4}P_{2}O_{8}+H_{2}O\rightleftarrows H_{3}PO_{4}+H_{3}PO_{5}} }